# Sonja Åkesson
Sonja Bertha Maria Åkesson, född 19 april 1926 i Buttle, Gotlands län, död 5 maj 1977 i Stockholm, var en svensk författare, dramatiker, poet och bildkonstnär.
Sonja Åkesson var det svenska 1960-talets ledande poet, den främsta i en ny riktning av talspråklig engagerad dikt. Hon publicerade sig under tjugo år, från debuten 1957 till den postuma Hästens öga 1977. Under denna tid gav hon ut tolv diktsamlingar, en roman, en novellsamling, en barnbok, en vissamling och ett tiotal dramer.
Hennes kanske mest kända dikt är nog "Äktenskapsfrågan", som publicerades i genombrottsboken Husfrid och inleds med raden "vara vit mans slav". Andra uppskattade dikter är "Åkej" och "Ja tack".

## Biografi

### Tidiga år, tidigt vuxenliv
Sonja Åkesson föddes i Buttle på Gotland, ett litet stationssamhälle där hennes far var stationsmästare. När han blev befordrad flyttade familjen till det närliggande Havdhem, där hon gick i folkskola. Denna miljö skildras i hennes mest berömda dikt ”Självbiografi” från 1963. Redan vid 13 års ålder fick Sonja Åkesson börja arbeta som piga på ett konditori i Havdhem. Hennes bror däremot fick gå i skolan och utbildade sig med tiden till ingenjör vid Kungliga Tekniska Högskolan. Under hela sitt liv led Sonja Åkesson av sin brist på skolgång och av orättvisan gentemot brodern. Hon arbetade som servitris, telefonist, affärsbiträde och kontorist i Hemse och Visby.
År 1948 gifte sig Sonja Åkesson med snickaren Nils Westberg och fick två barn med honom. En kärlekshistoria med en gift man ledde till en ny graviditet och skilsmässa. På grund av den dåliga ekonomin tvingades Sonja Åkesson lämna de båda barnen hos släktingar på Gotland och 1951 flytta till sina föräldrar i Stockholm. Det yngsta barnet dog i leukemi vid två års ålder.

### 1950- och 1960-talets författande
Efter dessa tragiska händelser inledde Sonja Åkesson ett självbildningsprojekt genom att läsa kvällskurser och per korrespondens. Den första kursen handlade om modern poesi och leddes av Björn Julén. Hon fortsatte med kursen ”Skriv vad du vill” för Reidar Ekner. Här fann hon en grupp att arbeta tillsammans med, och Ekner hjälpte henne att debutera med diktsamlingen Situationer, 1957. Hon gifte sig med kurskamraten, kemisten Bo Holmberg, och kunde ta hem barnen från Gotland. Familjen flyttade till ett nybyggt radhus i Hässelby och tillsammans fick de en son. Efter ett par år flyttade de återigen, denna gång till en halvmodern lägenhet i centrala Stockholm, på samma gård som Strindbergs Blå tornet. Där uppstod en sorts litterär salong för de unga sextiotalisterna i Stockholm.
Sonja Åkessons andra diktsamling, Glasveranda, 1959, innehåller mest material från Gotland. Berömda blev hennes personporträtt, en genre som hon sedermera fortsatte att odla. Tillsammans med P. C. Jersild, Kai Henmark och maken Bo Holmberg publicerade hon 1960 ett litterärt manifest i Dagens Nyheter – ”Front mot formens tyranni” – där de protesterade mot 1950-talets utsökta metaforspråk och sökte en större närhet till läsaren. Sonja Åkessons genombrott kom med Husfrid, 1963, där den knoppande litterära riktningen nyenkelhet fick sitt främsta exempel. Dikten ”Äktenskapsfrågan – Vara Vit Mans slav” skrevs utifrån privat olust, men den passade perfekt för den framväxande kvinnorörelsen som tog Sonja Åkesson till sitt hjärta, något som hon trivdes med. Vid det här laget var hon en känd litterär profil och stjärna i den ledande tidskriften Ord & Bild.
I mitten av sextiotalet träffade Sonja Åkesson poeten Jarl Hammarberg, vilket ledde till skilsmässa och ett nytt äktenskap. Paret bodde kvar på Drottninggatan, och en dotter föddes. Hammarberg var en ledande konkretist i 1960-talets kulturklimat, han experimenterade med språkets ljud och bokstävernas form. Hans konstsyn påverkade Sonja Åkesson i hög grad, och hon började arbeta med collage och ljuddikt. Hammarberg var också en ledande pacifistisk aktivist, vilket ledde till att Sonja Åkesson blev ordförande i Värnpliktsvägrarnas Centralorganisation. Senare skrev de tre diktsamlingar tillsammans, efter principen varannan rad var.
1960-talet var Sonja Åkessons blomstringsperiod. Hon var med överallt och prövade alla genrer. Särskilt teatern lockade henne, och hon skrev texter till Susanne Ostens Fickteatern. Det direkta språket hade hon lärt sig genom att studera 1950-talets kabaréer. Verklighetsflykt - i väntan på vadå? – ett samarbete med Peter Ortman och Jean Billgren – uppfördes på Dramaten. Många dikter skrevs direkt för scenen och tonsattes omgående, som ”Åkej” och ”Nubbevisa”. Hon samarbetade med kompositören Gunnar Edander, och tillsammans gav de ut vissamlingen Slagdängor. 20 lätt sjungbara bitar utan den allra vanligaste Svensktoppstexten. Efter Sonja Åkessons död utkom den omfångsrika visboken Sonjas Sånger som också sjöngs in för skiva av Ulla Sjöblom.
1960-talets kulturklimat träffas med tonsäkerhet i diktsamlingar som Jag bor i Sverige och Ljuva sextiotal. Collaget Pris, 1968, består av klipp ur dagstidningar, veckotidningar och en varukatalog med genrer som annonser, noveller, kändisreportage och samlevnadsråd. I collaget samsas sensationsrubriker med heminredning. Överdrifter och inställsamhet blandas med ren råhet och en ilsken satir där konsumtionens förtryck går hand i hand med kvinnoförtrycket, som i dikten ”Varje dag lika fräsch”: ”…Så ung och fräsch!/ Härligt ren och fräsch!/ Med det rika, krämiga löddret smeker man in mjukheten i sin hy – den beundransvärda kvinnliga mjukheten som Han …” Den avslutande texten ”Skummat” visar upp en värld av våld och död: ”Stryk med sandpåse / Vårt enda hopp / Behandlas som djur // Krig på sparlåga / 8000 i förlust …” Klippen kommer här från kvällspressen. Teater Narren iscensatte boken i en berömd föreställning där man spelade med bara bröst.

### 1970-talet och sista tiden
Omkring år 1970 köpte Jarl Hammarberg villan Vita Hästen i Bromma, där han grundade ett kollektiv som skulle genomföra ett aktivistiskt program med inslag av vegetarisk kost, esperanto och strikt uppdelat hemarbete. Sonja Åkesson vantrivdes i den här miljön, vilket kanske bidrog till att hon insjuknade i en depression och därefter ett tilltagande missbruk av alkohol och sömntabletter. Det fanns vid tiden en läkare på modet, Werner Silfverskiöld i Halmstad, som gärna ägnade sig åt kulturelitens neuroser. Sonja Åkesson köpte en lägenhet i Halmstad för att få behandling vid sjukhuset, där Silfverskiöld arbetade med sömnkurer. Han skickade hem sina patienter direkt efter en sömnkur utan att ge terapeutisk uppföljning. Sonja Åkesson mådde allt sämre. Hennes tid i Halmstad finns beskriven i brevväxlingsboken Vi ses (1975), skriven tillsammans med Bengt Martin.
Efter insjuknandet smalnade Sonja Åkessons författarskap av samtidigt som det fördjupades. Berättelsen Sagan om Siv (1974) beskriver på haiku en ensam, övergiven kvinna. Den filmatiserades av Harald Westman 1974. Hästens öga, som utgavs postumt strax efter hennes död, tillkom under de sista svåra åren och har ett existentiellt djup som inte funnits tidigare. Hon återkommer här till personporträttets genre, och vi möter en parad av halmstadbor, rika och fattiga, friska och sjuka, alla olyckliga. Hon återvänder också till naturskildringen och till konkretismens formexperiment.
Som bildkonstnär illustrerade hon bland annat sin bok Hjärtat hamrar, lungorna smälter (1972) och hennes bilder visades första gången 1975 på Hallands museums höstsalong.
Sonja Åkesson dog 1977 i levercancer, sannolikt orsakad av missbruket. Hon är begravd på Skogskyrkogården i Stockholm. En minnesplakett över henne finns i portuppgången till Drottninggatan 83A i Stockholm.

### Privatliv
Åkesson var gift tre gånger och sist från 1966 med poeten och konstnären Jarl Hammarberg. Hon hade två döttrar och tre söner. Åkesson var nära vän till författaren Bengt Martin, med vilken hon gav ut en brevväxlingsbok, Vi ses!.

## Stil, minne och i kulturen
Sonja Åkesson brukar beskrivas som en nyenkel poet med dikter som kritiserade samhället och skildrade vardagen med ett avskalat språkbruk och har ibland kallats för folkhemspoeten. Hennes stora genombrott kom 1963 med diktsamlingen Husfrid där hon kritiskt skrev om det samhälle som formade den samtida kvinnan och där den falska veckotidningsromantiken parodieras. Hon blev mycket uppskattad av dåtidens nyväckta kvinnorörelse och omfamnad av olika feministiska profiler och rörelser.
Sonja Åkessons lyriska språk kännetecknas av realism. Hon höll fast vid det hon skrivit i manifestet redan år 1960 – hon ville komma nära både sitt motiv och sin läsare. Ibland är realismen rak, och det finns nog ingen svensk poet som kan tala så direkt till sin läsare som hon. Men i andra dikter blir realismen grotesk och hemsk. Vi påminns om att Sonja Åkesson började sin litterära bana i en beundran för surrealismen samt i förlusten av ett barn. I allt hon skrev glöder ett medlidande med alla som har det svårt.
Hennes Slagdängor sjöngs år 1983 in på LP-skiva av Ulla Sjöblom. Hon skrev också texter till LP-skivorna Sånger om kvinnor och Tjejclown. På den förstnämnda skivan finns de välkända "Den ensamma mamman i traversen" med Ulla Sjöblom och "Ska bli sjuksyster jag, tralala" med Lottie Ejebrant.
Sonja Åkesson-sällskapet bildades på Gotland 2000 och lades ner 2019.
2010 släpptes albumet Sonja Åkesson tolkad av... där kända svenska artister som Kajsa Grytt, Annika Norlin, Anna Järvinen med flera gjorde musikaliska tolkningar av Åkessons texter.
Hon hade en liten biroll i första avsnittet av tv-serien Tårtan 1972.

## Verk

### Dramatik
- 1960 – Sammanhang eller Diamonologsamtal (med handgripligheter) ang. Klickstänkares svårigheter mm eller För tummensskull eller Puss in i ... (hörspel, manus från boken Jag bor i Sverige)
- 1962 – Efter balen (radio- och tv-pjäs och scenpjäs, manus från boken Efter balen)
- 1965 – Tretton quinnor (revy)
- 1968 – Pris (revy, manus från boken Pris)
- 1968 – Hå! Vi är på väg (hörspel, skriven tillsammans med Jarl Hammarberg)
- 1968 – Sång till livet (radiopjäs, skriven tillsammans med Jarl Hammarberg)
- 1968–1970 – Livets ABC (uruppförd på Teater Saleri, Visby 2003)
- 1969 – Kändis (hörspel, skriven tillsammans med Jarl Hammarberg)
- 1969 – Bara nerverna eller Sjukvården har plats för er (tv-teater, aldrig uppförd, skriven tillsammans med Siv Arb)
- 1970 – Kalaset (barnpjäs, skriven tillsammans med Jarl Hammarberg)
- 1970 – Höst side story (musikal, skriven i samarbete med Bengt Martin. Musik av Per-Åke Sahlberg)
- 1972 – Mamman och pappan som gjorde arbetsbyte (tecknad tv-pjäs för barn, manus från boken med samma namn)
- 1974 – Sagan om Siv (novellfilm visad i SVT 1974, manus från boken med samma namn)
- 1976 – Verklighetsflykt – i väntan på vadå? (musikalisk show, samarbete med Peter Ortman och Frans Sjöström)
- 1976 – Jag väntar mig inget särskilt med posten (radiopjäs, samarbete med Peter Ortman och Frans Sjöström)

## Priser och utmärkelser
- Ferlinpriset, 1969
- De Nios stora pris, 1974
- Asteroiden 11306 Åkesson[5]